# Vat of Kirbister

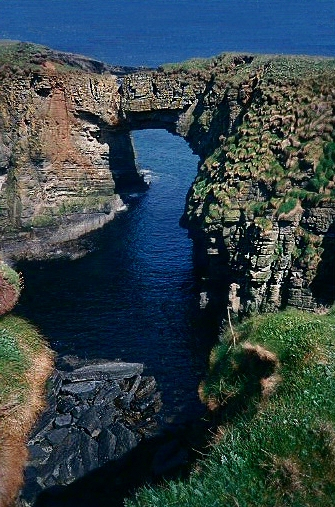
Vat of Kirbister

Der Vat of Kirbister, auch bekannt als Kirbuster, ist ein Steinbogen über eine Meeresbucht auf Stronsay, Orkney. Er ist etwa 10,6 m lang und erstreckt sich etwa in 20 m Höhe über dem Meeresspiegel. Er entstand durch den Zusammenbruch einer Höhle.